# Bois-Arnault
Bois-Arnault är en kommun i departementet Eure i regionen Normandie i norra Frankrike. Kommunen ligger i kantonen Rugles som tillhör arrondissementet Évreux. År 2022 hade Bois-Arnault 699 invånare.

## Befolkningsutveckling
Antalet invånare i kommunen Bois-Arnault
Referens:INSEE